# Onthophagus pinguis
Onthophagus pinguis é uma espécie de inseto do género Onthophagus, família Scarabaeidae, ordem Coleoptera.
Foi descrita cientificamente por Gerstaecker em 1871.